# Juan Hidalgo
Juan Hidalgo de Polanco (Madrid, 28 de septiembre de 1614-Madrid, 31 de marzo de 1685) fue un compositor y arpista español perteneciente al período barroco, destacado por ser uno de los autores de música teatral más prolíficos de la segunda mitad del siglo XVII y considerado como el padre de la ópera en español y de la zarzuela.

## Biografía
Nacido en el seno de una familia de músicos, sus primeros contactos con la música pudieron estar relacionados con el mundo de la construcción de instrumentos en el taller de su abuelo, Juan de Polanco, guitarrero o lutier, en el que también trabajaba su padre, Antonio Hidalgo, violero.
Ingresa en la Capilla Real de Felipe IV como arpista hacia 1630, y como claviarpista en 1633. Algunos le consideran el inventor del claviarpa, instrumento del cual se tienen pocas referencias, pero lo cierto es que la plaza de claviarpista dentro de la Capilla Real ya existía desde 1609. Desde 1645 trabajó como compositor de música de teatro para la Corte, componiendo tonos humanos y canciones.
Buena parte de la información que tenemos de Hidalgo se ha obtenido de la documentación conservada en el Archivo General de Palacio, ya que toda su actividad musical se desarrolló entre la Real Cámara, la Real Capilla y las fiestas de Corte por la que fue percibiendo a lo largo de los años una importante remuneración. Su servicio a la Corte se extendió hasta el reinado de Carlos II. El 19 de noviembre de 1638 le fue concedido, tras solicitarlo, el cargo de Familiar del Santo Oficio, y el 23 de febrero de 1640 se convirtió en Notario de la Santa Inquisición. Por un documento de 1671 se sabe que compuso la música de los espectáculos teatrales de la Corte al menos desde 1645. En tal documento se lo describe como «maestro de toda la Real Cámara, así en Palacio y Buen Retiro, como en todas las jornadas». Ciertamente estuvo muy bien considerado en la Corte y obtuvo altos emolumentos: en 1655 se le concedió una renta anual de 200 ducados sobre el arzobispado de Sevilla y en 1668 «200 ducados de aumento sobre las mesadas eclesiásticas»; además, en 1673 Juan Hidalgo solicitó «una ración ordinaria» alegando que llevaba 44 años de servicio y que, como era casado, no podía obtener renta eclesiástica. El duque del Infantado apoyó esta demanda «por su suficiencia y por ser único en la facultad de la música». Cuando, en 1677, el Patriarca de Indias, Antonio Manrique, intentó reducir gastos en la Real Capilla, informó al rey que Hidalgo recibía 400 ducados adicionales de la Casa de Castilla, pero que como era "de superior habilidad y ha merecido los mayores honores de SS. MM. en todos los tiempos (…) no parece se le rebaje nada de cuanto goza". Según Varey y Shergold, el salario total de Hidalgo alcanzaba un total de 15 123 reales anuales.
Hidalgo falleció en Madrid el 2 de agosto de 1685 y legó todos sus bienes a su esposa, Francisca Paula de Abaunza. Su música era tan estimada que Carlos II exigió la entrega a Palacio de todas las composiciones del músico para que se guardasen y, posiblemente, se encontrasen en el archivo de música de la corte que albergaba el Real Alcázar de Madrid cuando fue destruido por un incendio en 1734. Por lo tanto, la mayor parte de su obra se ha perdido y la que ha llegado hasta nosotros se halla muy dispersa en diversos archivos. El compositor está enterrado en la capilla de Nuestra Señora del Castillo de la iglesia de San Ginés de Madrid.
Hidalgo personifica el origen de la ópera en España de la mano del ilustre dramaturgo Calderón de la Barca con la obra Celos aun del aire matan, basada en la historia de Céfalo y Procris narrada en Las metamorfosis de Ovidio, estrenada el 5 de diciembre de 1660 para celebrar el tercer cumpleaños del príncipe Felipe Próspero. Es considerada la ópera más antigua conservada en España.
Hidalgo había empezado a colaborar con Calderón en 1657 con El laurel de Apolo, una de las primeras obras musicales en ser denominada con el nombre de zarzuela hasta el fallecimiento del dramaturgo en 1680. El binomio formado por Calderón e Hidalgo consolidó el papel que la música teatral había adquirido en España con la comedia nueva de Lope de Vega en La selva sin amor. Sin embargo, también musicó en 1658 la obra de Antonio de Solís, Triunfos de Amor y Fortuna, que se estrenó el 27 de febrero de ese mismo año y, aunque volvió a trabajar con Calderón de la Barca en diversas ocasiones, extendió sus trabajos a otros dramaturgos de la época como Juan Bautista Diamante, Francisco de Avellaneda o Juan Vélez de Guevara.

## Estilo
Lo más destacable de su estilo es su gran expresividad, la utilización de tonos melancólicos y sencillos, el desarrollo de la acción dramática y la asociación de diferentes estilos musicales a la condición de los personajes, es decir, «nobles y mitos cantan en recitativos y ariosos» y los personajes cómicos «cantan en forma de coplas bailables con estribillo».
En su obra se observan influencias del estilo italiano que, por otra parte, invadía toda Europa durante el siglo XVII: estilo recitativo, secciones en forma da capo, coros homofónicos monteverdianos, reiteración de estribillos. Sin embargo, no renuncia al "aire" español utilizando letras y músicas populares (seguidillas sin estribillo) y ritmos sincopados.
Su estilo se adapta al peso del libreto. Así, en la obra vinculada a Calderón, de textos largos y temas mitológicos, se centra más en el desarrollo dramático que en la caracterización de personajes; sin embargo, las zarzuelas, fruto de su colaboración con otros dramaturgos, se caracterizan por cantos sencillos, habitualmente solos o tonos humanos con acompañamiento instrumental estilísticamente similares que se van encadenando.
J. Sage destaca tres rasgos generales en el estilo musical de Hidalgo:
- Utilización del ritmo sincopado equiparable a la danza.
- Tendencia hacia el stile recitativo operístico.
- La forma cíclica de estribillo con compás ternario más copla con compás 4/4 o 2/4.

Se podría decir que adapta la estructura italiana recitativo/aria a un estilo más español (el antiguo villancico), si bien en su obra encontramos varios «lamentos», a la manera operística italiana.

## Obras
Se conserva muy poco de su obra religiosa (fruto de su vinculación a la Real Capilla) debido al incendio que se produjo en el Alcázar de Madrid en 1734. En cuanto a su obra profana, compuso música escénica (óperas, zarzuelas, comedias…), tonos humanos, dúos, villancicos y autos sacramentales.
- 1653 - Fortuna de Andrómeda y Perseo (libreto de Pedro Calderón de la Barca), la música se conserva en el manuscrito MS Typ 258 de la Houghton Library de la Universidad de Harvard, Cambridge, Mass.
- 1656 - Pico y Canente (Luis de Ulloa y Pereira) / Comedia pastoral
- 1658? - Triunfos de amor y fortuna (Antonio de Solís) / Obra mitológica (en colaboración con Cristóbal Galán)
- 1658 - El laurel de Apolo (Pedro Calderón de la Barca) / Zarzuela (música desaparecida)
- 1660 - La púrpura de la rosa (Calderón de la Barca) / Ópera (música desaparecida)
- 1660 - Celos aun del aire matan (Calderón de la Barca) / Ópera (conservada, excepto la instrumentación, reconstruida después)
- 1661 - Eco y Narciso (Calderón de la Barca) / Comedia pastoral
- 1661 - El hijo del Sol, Faetón (Calderón de la Barca)
- 1662 - Ni amor se libra de amor (Calderón de la Barca) / Zarzuela (desaparecida)
- 1670 - La estatua de Prometeo (Calderón de la Barca) / Zarzuela
- 1670 - Fieras afemina amor (Calderón de la Barca)
- 1672 - Los celos hacen estrellas (Juan Vélez de Guevara) / Zarzuela (música conservada)
- 1672 - Alfeo y Aretusa (Juan Bautista Diamante) / Zarzuela
- 1673 - Los juegos olímpicos (Agustín de Salazar y Torres) / Zarzuela
- 1675 - El templo de Palas (Francisco de Avellaneda)
- 1680 - Hado y divisa de Leonido y de Marfisa (Calderón de la Barca) / Ópera (última obra de Calderón)
- 1684 - Apolo y Leucotea (Pedro Scotti de Agoiz) / Zarzuela
- 1684 - Endimión y Diana (Melchor Fernández de León) / Zarzuela
- 1684 - Ícaro y Dédalo (Fernández de León) / Obra mitológica
- 1695 - El primer templo de Amor (Fernández de León) / Mitológica-pastoral